# Lamprologus
Genre
Le genre Lamprologus regroupe des poissons africains réophiles exclusifs du bassin du Congo (Schelly et Stiassny 2004), appartenant à la famille des Cichlidae.
Tous les Cichlidae endémiques du lac Tanganyika précédemment classés dans ce genre n'en font donc pas partie.

## Liste d'espèces
Selon FishBase :
- Lamprologus congoensis Schilthuis, 1891
- Lamprologus lethops Roberts & Stewart, 1976
- Lamprologus mocquardi Pellegrin, 1903
- Lamprologus symoensi Poll, 1976
- Lamprologus teugelsi Schelly & Stiassny, 2004
- Lamprologus tigripictilis Schelly & Stiassny, 2004
- Lamprologus tumbanus Boulenger, 1899
- Lamprologus werneri Poll, 1959

Selon ITIS:
- Lamprologus congoensis Schilthuis, 1891
- Lamprologus lethops Roberts & Stewart, 1976
- Lamprologus mocquardi Pellegrin, 1903
- Lamprologus symoensi Poll, 1976
- Lamprologus tumbanus Boulenger, 1899
- Lamprologus werneri Poll, 1959

## Référence
- (en) Schilthuis, 1891 : On a collection of fishes from the Congo; with description of some new species. Tijdschrigt der Nederlandscfhe Dierkundige Vereenining, ser. 2, vol. 3, p. 83-92.
- (en) Schelly & Stiassny, 2004. Revision of the Congo River Lamprologus Schiltuis, 1891 (Teleostei: Cichlidae), with descriptions of Two New Species. American Museum Novitates. Number 3451